# القوات الجوية الإسبانية
القوات الجوية الإسبانية (الترجمة الحرفية: جيش الطيران) هي سلاح الجو الإسباني. وهو أحد ثلاثة أفرع للقوات المسلحة الإسبانية، ومهمته هي الدفاع عن سيادة واستقلال إسبانيا، وسلامة أراضيها والحريات الدستورية، داخل المجال الجوي لإسبانيا والأقاليم التابعة لها وكذلك للحفاظ على الأمن الدولي في عمليات السلام والمساعدة الإنسانية.

## مخزون الطائرات
| الطائرة           | المنشأ  | النوع               | النسخة                                    | في الخدمة | دخول الخدمة |
| ----------------- | ------- | ------------------- | ----------------------------------------- | --------- | ----------- |
| إس إيه 330 بوما   | فرنسا   | مروحية بحث وإنقاذ   | إس إيه 330جيه إس إيه 330إل                | 2 2       | 1974        |
| إيرباص إيه 310    | فرنسا   | نقل الشخصيات الهامة | إيه 310-304                               | 2         | 2003        |
| كاسا سي إن-235    | إسبانيا | نقل تكتيكية         | سي إن-235-100 سي إن-235-200 سي إن-235-300 | 20        | 1988        |
| داسولت فالكون 900 | فرنسا   | نقل الشخصيات الهامة | فالكون 900                                | 5         | 1988        |
| داسو ميراج إف1    | فرنسا   | مقاتلة/هجومية       | إف1إم إف1بي إم                            | 36 3      | 1975        |